# 福島站 (福島縣)
福島站（日语：〔〕／ Fukushima eki */?）是位於日本福島縣福島市榮町，為東日本旅客鐵道（JR東日本）、阿武隈急行與福島交通共用的鐵路車站。本站於2002年（平成14年）入選東北車站百選。由於西日本旅客鐵道（JR西日本）有一同名車站，為避免混淆，本站起訖的車票站名印為「(北)福島」。

## 車站構造

### JR東日本
JR站區屬直營站，除管理本站外，也管理東北本線松川站至貝田站及奧羽本線笹木野站至赤岩站的所有車站。
在來線站區位於地面，新幹線站區則是高架站區。剪票口共有4處，分別是車站正面入口，位於在來線站區的東口、位於新幹線站區（2樓）的西口、連接S-PAL福島店2樓及東西非付費區通道的「S-PAL口」及連接福島交通、阿武隈急行站區的「連絡剪票口」。

#### 月台配置

##### 在來線月台
1－6號月台位於地面，供東北線及山形線列車使用。月台設計為3面6線，包括單式月台1面（1號月台）、島式1面2線（2、3號月台）及缺角式1面3線（4－6號月台）。其中5、6號月台鋪設供山形線列車使用的標準軌，東北線列車不能使用。而山形新幹線列車在特殊情況下，可以使用5、6號月台。

##### 新幹線月台
11－14號月台是高架月台，位於車站3樓，供東北、山形新幹線。月台配置為島式2面4線，均是設在側線。兩座月台間為上下行主線，不設月台。由於設計問題，東北新幹線「山彥」號和山形新幹線「翼」號列車只能在14號月台進行連結和分離的動作，導致往東京的班次必須經下行主線才能進入上行主線。加上為兩線預留的突發事故復原時間，令本站成為東北新幹線列車班次的一大瓶頸。
| 月台   | 路線       | 方向 | 目的地                 | 備註               |
| ------ | ---------- | ---- | ---------------------- | ------------------ |
| 在來線 |            |      |                        |                    |
| 1－4   | ■東北本線  | 下行 | 白石、仙台方向         |                    |
| 1－4   | ■東北本線  | 上行 | 二本松、郡山方向       |                    |
| 5、6   | ■山形線    |      | 米澤、山形方向         |                    |
| 新幹線 |            |      |                        |                    |
| 11、12 | 東北新幹線 | 上行 | 宇都宮、大宮、東京方向 | 通常不使用11號月台 |
| 13     | 東北新幹線 | 下行 | 仙台、盛岡方向         |                    |
| 14     | 東北新幹線 | 下行 | 仙台、盛岡方向         |                    |
| 14     | 東北新幹線 | 上行 | 宇都宮、大宮、東京方向 |                    |
| 14     | 山形新幹線 |      | 山形、新方向           |                    |

### 阿武隈急行·福島交通
位於JR東日本1號月台北側的島式1面2線月台，東側為福島交通飯坂線，西側則為阿武隈急行線。兩家公司共用剪票口，日常運作則由福島交通的站員負責。另設有往JR站區的換乘剪票口，設有Suica簡易剪票機。
阿武隈急行線的軌道配置連接JR東北本線的月台，直通東北本線班次會使用1號月台。

## 相鄰車站
東日本旅客鐵道
東北、秋田、北海道新幹線
郡山－福島－白石藏王
■山形新幹線
郡山－福島－米澤
■東北本線
□快速「仙台城市快速」
福島－東福島
■普通
南福島－福島－（矢野目信號場）－東福島
■山形線（奥羽本線）
福島－笹木野
阿武隈急行
■阿武隈急行線
福島－（矢野目信號場）－卸町
福島交通
■飯坂線
福島－曾根田

## 未來發展
為了改善14號月台往東京和新庄方向的瓶頸位，山形新幹線正在興建一條往11號月台的連接橋；當工程完成後山形新幹線可使用新建的連接橋進入11號月台往東京方向，而14號月台的舊橋會改為往新庄方向，預定2026年瓶頸位置問題即可解決。

## 外部連結
- JR東日本－福島站 （页面存档备份，存于）（日語）
- 福島交通－飯坂線 福島站 （页面存档备份，存于）（日語）
- 阿武隈急行 福島站（時間表）（日語）
- S-PAL福島店 （页面存档备份，存于）（日語）

36°18′48″N 139°48′23″E / 36.31333°N 139.80639°E